# Paraeurina chloropoides
Paraeurina chloropoides är en tvåvingeart som först beskrevs av Gabriel Strobl 1909.  Paraeurina chloropoides ingår i släktet Paraeurina och familjen fritflugor.
Artens utbredningsområde är Italien. Inga underarter finns listade i Catalogue of Life.